# الكويت في دورة الألعاب العسكرية العالمية 2019
شاركت الكويت في دورة الألعاب العسكرية العالمية 2019، التي أقيمت في ووهان بالصين في الفترة من 18 إلى 27 أكتوبر 2019. وبالمحصلة؛ حصد الرياضيون الذين مثلوا الكويت على ميدالية برونزية واحدة واحتلت دولة الكويت المركز 56 في جدول الميداليات.

## ملخص الميدالية

### ميدالية الرياضة
| الميداليات الرياضية | الميداليات الرياضية | الميداليات الرياضية | الميداليات الرياضية | الميداليات الرياضية |
| رياضة               | الأول               | الثاني              | الثالث              | المجموع             |
| ------------------- | ------------------- | ------------------- | ------------------- | ------------------- |
| ألعاب قوى           | 0                   | 0                   | 1                   | 1                   |

### الفائزون بالميداليات
| ميدالية | الاسم        | الرياضة   | الحدث                           |
| ------- | ------------ | --------- | ------------------------------- |
| برونزية | يعقوب اليوحة | ألعاب قوى | سباق 110 متر حواجز للرجال، 2019 |